# Julius Herrmann (Musiker)

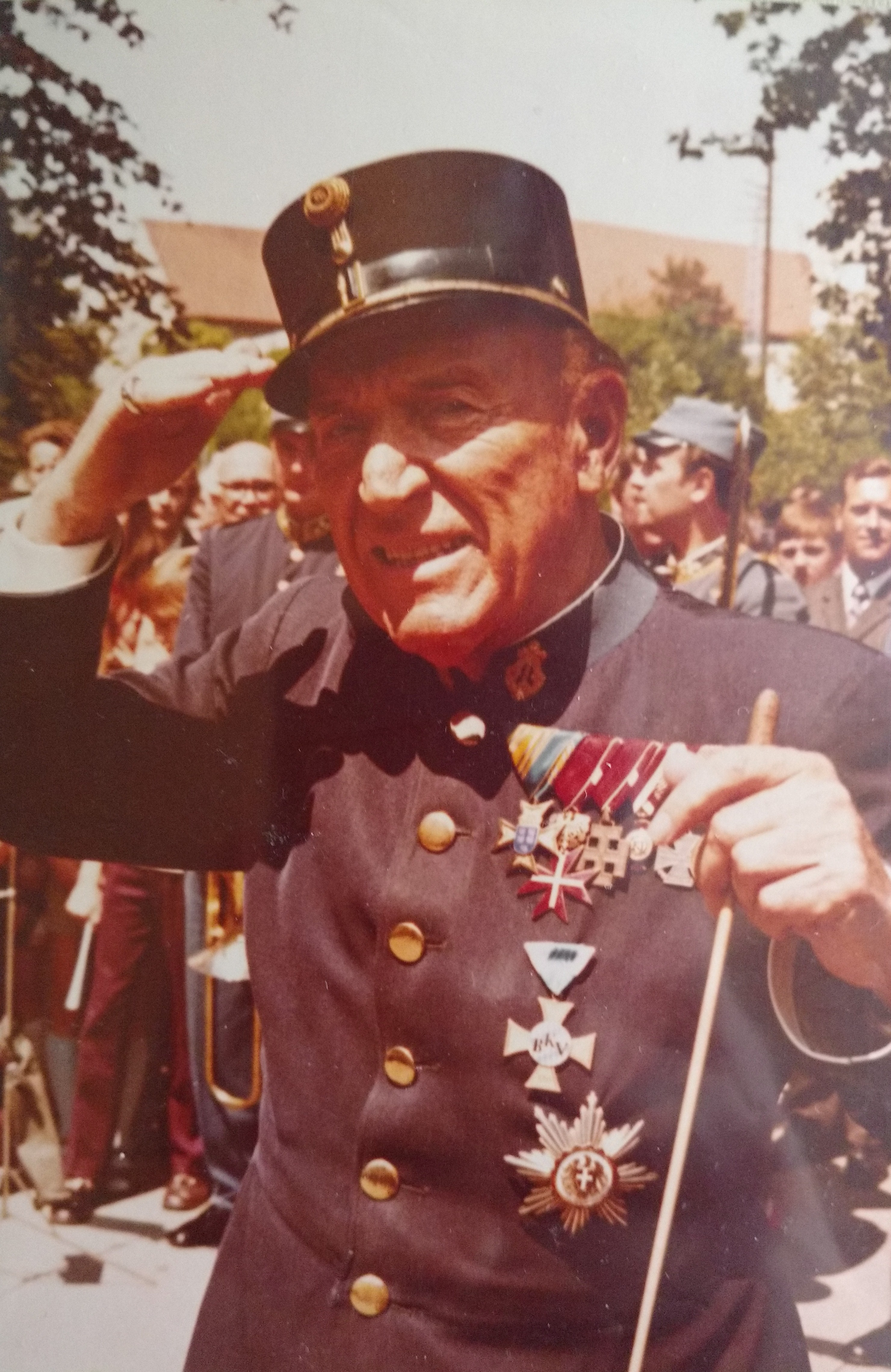
Julius Herrmann

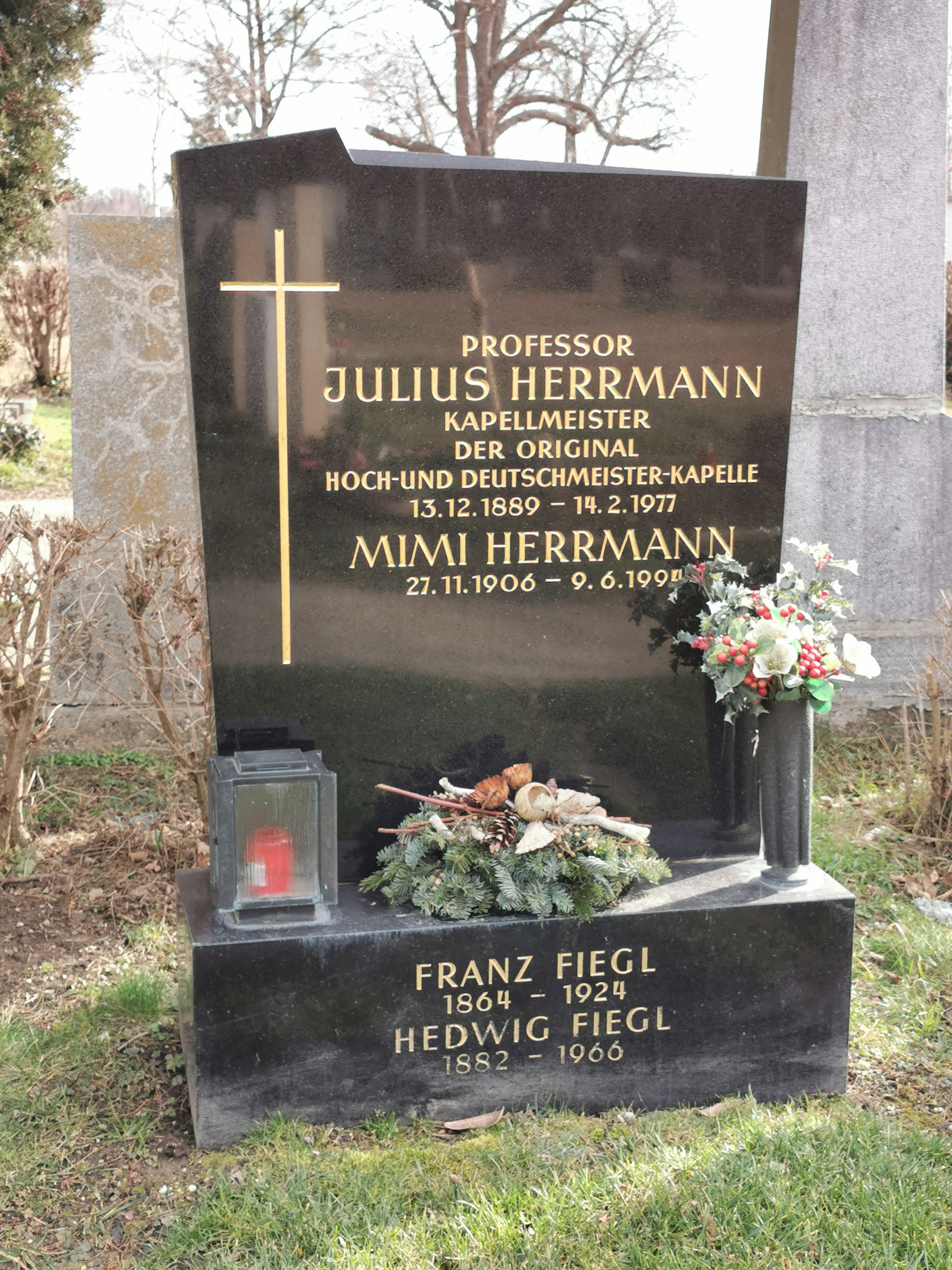
Grabstätte auf dem Wiener Zentralfriedhof

Julius Karl Herrmann (* 13. Dezember 1889 in Wiener Neustadt, Österreich-Ungarn; † 14. Februar 1977 in Wien) war ein österreichischer Militärkapellmeister.

## Leben
Herrmann studierte Violine, Klavier und Theorie am Konservatorium, der heutigen Universität für Musik und darstellende Kunst Wien, und rückte 1910 zum Infanterie-Regiment Hoch- und Deutschmeister Nr. 4 ein, wo er in der Militärkapelle wirkte. Mit dieser unternahm er noch im gleichen Jahr unter dem Kapellmeister Wilhelm Wacek eine Konzertreise durch Argentinien und absolvierte zahlreiche Auslandsreisen mit den Wiener Tonkünstlern.
Nach Ende des Ersten Weltkrieges und dem Ausscheiden von Wacek übernahm Herrmann für die nächsten knapp 60 Jahre die Leitung der Kapelle und führte sie als private Organisation unter der Bezeichnung Original Hoch- und Deutschmeister weiter. Nachdem die Kapelle im Zweiten Weltkrieg in die reichsdeutsche Militärmusik integriert war, bemühte sich Herrmann nach Kriegsende sofort um eine Neuformierung und konnte sie bereits im Oktober 1945 wieder etablieren.
Mit den Original Hoch- und Deutschmeistern verzeichnete Herrmann neben der Konzerttätigkeit in Österreich auch internationale Erfolge. So gab etwa die Kapelle ab 1955 über 2.000 Konzerte in den USA.
Kurz vor seinem Tod hatte Julius Herrmann sein letztes Auftreten am 21. Jänner 1977 in den Sofiensälen.
Julius Herrmann wurde in einem Grab im Ehrenhain (Gr. 40, Nr. 50) des Wiener Zentralfriedhofes bestattet. Im 3. Wiener Gemeindebezirk erinnert in der Hohlweggasse 32 eine Gedenktafel an den Kapellmeister.

## Diskografie (Auswahl)
- 2007: Deutschmeister Militär Märsche (CD)
- 2008: Österreichische Militärmärsche (CD)
- 2008: 20 beliebte Märsche (CD)

## Ehrungen
- Goldenes Ehrenzeichen für Verdienste um die Republik Österreich (1922)
- Goldenes Ehrenzeichen für Verdienste um die Republik Österreich (1952)
- Goldenes Ehrenzeichen für Verdienste um das Land Niederösterreich
- Silbernes Ehrenzeichen für Verdienste um das Land Wien